# ۱۹۱۷
۱۹۱۷ میلادی هفدهمین سال از سده بیستم در گاه‌شماری میلادی بود.

## رویدادها
- تأسیس ارتش عراق
- ۶ آوریل - جنگ جهانی اول: اعلان جنگ ایالات متحده به آلمان
- ۲۵ اکتبر - بلشویک‌ها به رهبری ولادیمیر لنین، قدرت را در روسیه به دست گرفتند.

## زادروزها
- ۱۰ ژانویه – جری وکسلر، تهیه‌کننده موسیقی آمریکایی (د. ۲۰۰۸)
- ۲۴ ژانویه – ارنست بورگناین، بازیگر آمریکایی (د. ۲۰۱۲)
- ۱۴ فوریه – هربرت هاپتمن، ریاضی‌دان آمریکایی (د. ۲۰۱۱)
- ۱ مارس – رابرت لاول، شاعر آمریکایی (د. ۱۹۷۷)
- ۳ مارس – سمیرا موسی، فیزیک‌دان و دانشمند مصری (د. ۱۹۵۲)
- ۲۰ مارس – ویرا لین، بازیگر و خواننده بریتانیایی (د. ۲۰۲۰)
- ۵ آوریل – رابرت بلاچ، نویسنده و فیلمنامه‌نویس آمریکایی (د. ۱۹۹۴)
- ۷ آوریل – آر. جی. آرمسترانگ، بازیگر آمریکایی (د. ۲۰۱۲)
- ۱۰ آوریل – رابرت وودوارد، شیمی‌دان آمریکایی (د. ۱۹۷۹)
- ۲۹ مه – جان اف. کندی، سی و پنجمین رئیس‌جمهور ایالات متحده آمریکا. (د. ۱۹۶۳)
- ۱ ژوئن – ویلیام نولز، شیمی‌دان آمریکایی (د. ۲۰۱۲)
- ۳ ژوئیه – دونالد ویل داگلاس جونیور، قایقران اهل ایالات متحده آمریکا (د. ۲۰۰۴)
- ۲۸ اوت - جک کربی، نویسنده و طراح کمیک آمریکایی (د. ۱۹۹۴)
- ۶ سپتامبر – فیلیپ فن بوزلاگر، سرباز آلمانی (د. ۲۰۰۸)
- ۲۰ سپتامبر – رد آورباخ، مربی بسکتبال و ورزشکار آمریکایی (د. ۲۰۰۶)
- ۱۰ اکتبر – تلانیوس مانک، پیانیست و آهنگساز آمریکایی (د. ۱۹۸۲)
- ۲۲ اکتبر – جون فونتین، بازیگر و نویسنده آمریکایی (د. ۲۰۱۳)
- ۱۴ نوامبر – پارک چونگ هی، سرباز و سیاست‌مدار اهل کره جنوبی (د. ۱۹۷۹)
- ۱۹ نوامبر – ایندیرا گاندی، سیاستمدار هندی (د. ۱۹۸۴)
- ۹ دسامبر – لئو جیمز رینواتر، فیزیک‌دان آمریکایی (د. ۱۹۸۶)
- ۱۶ دسامبر – آرتور سی. کلارک، مخترع، فیلمنامه‌نویس، نویسنده، و مهندس بریتانیایی (د. ۲۰۰۸)
- ۲۱ دسامبر – هاینریش بل، نویسنده و فیلمنامه‌نویس آلمانی (د. ۱۹۸۵)

## درگذشت‌ها
- ۱۵ نوامبر - امیل دورکیم، جامعه‌شناس فرانسوی (ت. ۱۸۵۸)
- ۳ اوت – فردیناند گئورگ فربنیوس، ریاضی‌دان آلمانی
- ۲۰ اوت – آدولف فون بایر، شیمی‌دان آلمانی (ز. ۱۸۳۵)
- ۲۷ سپتامبر – ادگار دگا، شاعر، نقاش، و مجسمه‌ساز فرانسوی (ز. ۱۸۳۴)
- ۱۱ نوامبر – لیلیوکالانی، نویسنده آمریکایی (ز. ۱۸۳۸)